# Restio obscurus
Restio obscurus är en gräsväxtart som beskrevs av Neville Stuart Pillans. Restio obscurus ingår i släktet Restio och familjen Restionaceae. Inga underarter finns listade i Catalogue of Life.